# サン・ヴィート・ディ・レグッツァーノ
サン・ヴィート・ディ・レグッツァーノ（伊: San Vito di Leguzzano）は、イタリア共和国ヴェネト州ヴィチェンツァ県にある、人口約3,600人の基礎自治体（コムーネ）。

## 名称
コムーネの名称は1867年までサン・ヴィートであった。

## 地理

### 位置・広がり

#### 隣接コムーネ
隣接するコムーネは以下の通り。
- マーロ
- マラーノ・ヴィチェンティーノ
- モンテ・ディ・マーロ
- スキーオ

### 気候分類・地震分類
気候分類では、zona E, 2447 GGに分類される。
また、イタリアの地震リスク階級 (it) では、zona 2 (sismicità media) に分類される。